# Wangelis Pawlidis
Wangelis Pawlidis (gr. Βαγγέλης Παυλίδης; ur. 21 listopada 1998 w Salonikach) – grecki piłkarz grający na pozycji napastnika.

## Kariera klubowa
Piłkę nożną zaczął trenować w wieku 6 lat w Bebides 2000 Saloniki. Latem 2014 podpisał kontrakt z VfL Bochum. W pierwszej drużynie tego klubu zadebiutował 15 maja 2016 w wygranym 4:2 meczu z 1. FC Heidenheim. W styczniu 2018 został wypożyczony na pół roku do Borussii Dortmund. W czerwcu 2018 wypożyczenie zostało przedłużone, a Borussia otrzymała opcję wykupu. W styczniu 2019 został wypożyczony na pół roku z opcją wykupu do Willem II Tilburg. 20 stycznia zadebiutował w tym klubie w wygranym 2:0 meczu z NAC Breda. W kwietniu został wykupiony przez Willem i podpisał trzyletni kontrakt z tym klubem. W lipcu 2021 podpisał czteroletni kontrakt z AZ Alkmaar. W sezonie 2023/2024 strzelił 29 goli w Eredivisie, zostając tym samym królem strzelców ligi (ex aequo z Luukiem de Jongiem). W lipcu 2024 podpisał pięcioletni kontrakt z Benficą. Zadebiutował w tym klubie 11 sierpnia w przegranym 0:2 meczu z FC Famalicão, a 17 sierpnia strzelił pierwszego gola w wygranym 3:0 spotkaniu z Casa Pia AC.

## Kariera reprezentacyjna
W reprezentacji Grecji zadebiutował 5 września 2019 w przegranym 0:1 meczu z Finlandią. Pierwszego gola w kadrze strzelił 15 października 2019 w wygranym 2:1 spotkaniu z Bośnią i Hercegowiną. 10 października 2024 strzelił 2 gole w wygranym 2:1 meczu z Anglią na Wembley. Było to pierwsze w historii zwycięstwo Greków z Anglią.

## Życie osobiste
Jego brat Wasilios również jest piłkarzem.